# Hongyanxi (köpinghuvudort i Kina, Hunan Sheng, lat 29,29, long 109,63)
Hongyanxi (kinesiska: 红岩溪, 红岩溪镇, 红岩溪乡) är en köpinghuvudort i Kina. Den ligger i provinsen Hunan, i den södra delen av landet, omkring 350 kilometer väster om provinshuvudstaden Changsha. Antalet invånare är 20 059. Befolkningen består av 9 647 kvinnor och 10 412 män. Barn under 15 år utgör 22,0 %, vuxna 15-64 år 67 %, och äldre över 65 år 10,0 %.
Runt Hongyanxi är det ganska tätbefolkat, med 134 invånare per kvadratkilometer. Hongyanxi är det största samhället i trakten. I omgivningarna runt Hongyanxi växer i huvudsak blandskog.
Genomsnittlig årsnederbörd är 1 711 millimeter. Den regnigaste månaden är maj, med i genomsnitt 288 mm nederbörd, och den torraste är december, med 22 mm nederbörd.